# Kiebitz (Bürgerliste)
Die Liste Kiebitz war eine Bürgerliste, die erstmals zur Landtagswahl in Vorarlberg 2009 antrat und mit 0,2 Prozent der Stimmen als kleinste von acht Parteien den Einzug in den Landtag verfehlte. Vertreten wurde die Partei durch den Initiator Helmut Putz (Kaufmann, * 1960) und Nicole Metzler (Sekretärin, * 1973), beide aus Hard. Beide sind beruflich als Seminarleiter und Coach tätig.

## Werte und Programm
Putz, der neben einer kaufmännisch-technischen Laufbahn eine mehrjährige Clownausbildung absolvierte, erklärte gegenüber dem Portal Vorarlberg online, er wolle den „Spirit“ der Menschlichkeit und Grundwerte wie Ehrlichkeit, Brüderlichkeit, Freiheit und Gleichheit in den Landtag bringen. Konkret nannte er Gesundheit, Wohlstand und Bildung für alle. Mit einem Wahlwerbebudget um 1000 EUR setzte er sich dafür ein, dass Parteien ihre Wahlkampfkosten selbst tragen und drastisch reduzieren.
Gegenüber dem Portal mehr-demokratie.at setzte sich die Liste hauptsächlich für eine Stärkung der Medienvielfalt ein, die in Vorarlberg mit einer hohen Zahl nichtkommerzieller Print- und Rundfunkmedien vertreten ist, sowie gegen eine Öffnung des Wahlrechts für Nicht-EU-Bürger. Daneben unterstützte die Liste weitere abgefragte Themen zur Stärkung der Demokratie und setzte darüber hinaus selbst ein Thema, indem sie sich für eine Volksabstimmung über Grundsicherung durch Grundeinkommen einsetzte.
Der Name „Kiebitz“ sei nach Aussage der Partei vom gleichnamigen Vogel abgeleitet, der im Rheindelta beinahe ausgerottet worden sei und der sich durch Weisheit, Aufrichtigkeit, seinen Mut, das Nest zu verteidigen, und durch Zusammenhalt und Orientierungsfähigkeit als Zugvogel auszeichne. Dies würde „auch einem Politiker gut stehen.“

## Teilnahme an Wahlen
Die Partei trat bei der Landtagswahl in Vorarlberg 2009 in allen vier Bezirken an und hat mit 331 gültigen Stimmen 0,2 Prozent erreicht. Von 96 Gemeinden hat die Liste in 59 Gemeinden Stimmen erhalten, ihr bestes Wahlergebnis erzielte sie in Eichenberg mit 1,5 %.
Spitzenkandidat Putz kandidierte bei der Nationalratswahl 1999 auf der Liste Richard Lugners, Die Unabhängigen, bevor er sich als Parteigründer in der Politik zurückmeldete. Nach der Landtagswahl traten er und seine Partei nicht mehr in Erscheinung. Die Domain der ehemaligen Parteihomepage mit dem Slogan „Die ALLErbeste Wahl“ wurde aufgegeben.